# 39290 Landsman
39290 Landsman este o planetă minoră (asteroid), cu un diametru de 11,622 km, din centura de asteroizi. A fost descoperită pe 2 februarie 2001 la Stația Anderson Mesa de Lowell Observatory Near-Earth-Object Search. 
Obiectul prezintă o orbită caracterizată de o semiaxă mare de 3,1669619 UAi, o excentricitate de 0,09, o înclinație de 10,44535 ° în raport cu ecliptica.